# Condado de Jefferson (Montana)
O Condado de Jefferson é um dos 56 condados do estado norte-americano de Montana. A sede de condado é Boulder, que é também a sua maior cidade. O condado tem uma área de 4297 km² (dos quais 5 km² estão cobertos por água), uma população de 10 049 habitantes, e uma densidade populacional de 2,3 hab/km² (segundo o censo nacional de 2000). O condado foi fundado em 1864 e o seu nome é uma homenagem a Thomas Jefferson (1743-1826), o terceiro presidente dos Estados Unidos.